# Tubo de rayos catódicos
El tubo de rayos catódicos (TRC) o simplemente tubo catódico es una tecnología que permite visualizar imágenes mediante un haz de rayos catódicos constantemente dirigido contra una pantalla electroluminiscente. La pantalla está hecha de vidrio y recubierta de fósforo y plomo; el primero permite reproducir la imagen proveniente del haz de rayos catódicos, mientras que el segundo bloquea los rayos X para proteger al usuario de sus radiaciones. Fue desarrollado por William Crookes en 1875. Se empleó principalmente en monitores, televisores y osciloscopios, aunque en la actualidad se está sustituyendo rápidamente por tecnologías como plasma, LCD, LED. En la actualidad es una tecnología obsoleta y prácticamente en desuso. Al pasar al siglo XXI, las pantallas de plasma, LCD, Procesado digital de luz (DLP) más planas, menos voluminosas y de mayor eficiencia energética han reemplazado los tubos a medida que los precios bajaban.
Fue el elemento decisivo en la historia de la televisión. Este tubo es una válvula donde el último ánodo se recubre con un elemento capaz de emitir luz cuando incide un haz de electrones. Para poder controlar la intensidad del punto de la imagen, se colocan unos electrodos de puerta con los que se controla la intensidad del haz. Se colocan en el camino de los electrones unos electrodos que dan un efecto de lente electrónica y que permiten hacer incidir todos los electrones del haz en un punto estrecho sobre la pantalla. Exteriormente se colocan unas bobinas que controlan un campo magnético que desplaza el haz de electrones por toda la pantalla, iluminándola en todos sus puntos. Controlando adecuadamente la intensidad del haz en cada momento, se genera una imagen en la pantalla.

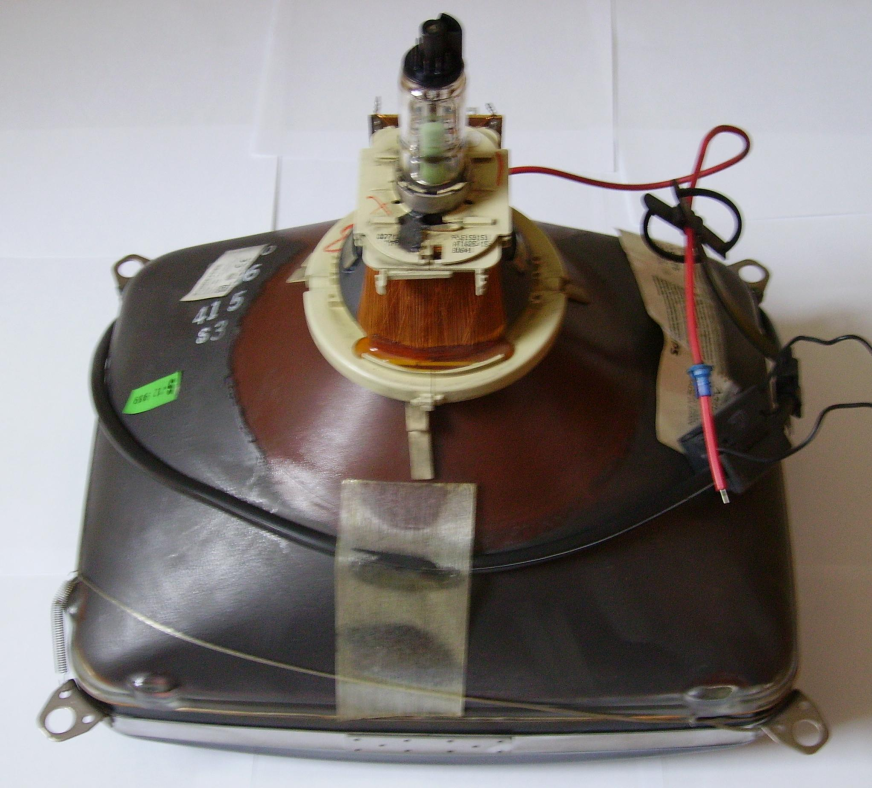
Tubo de rayos catódicos.

## Historia

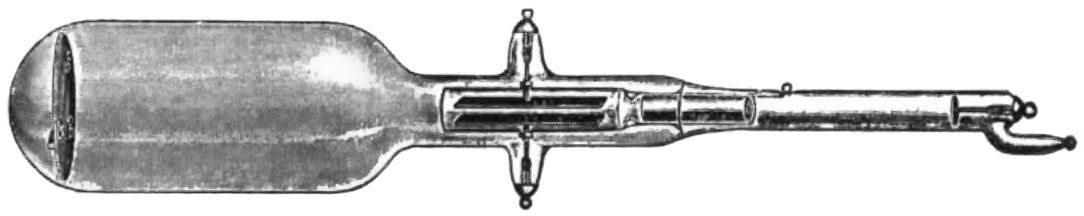
TRC de cátodo frío original de Braun, 1897

Los rayos catódicos fueron descubiertos por Julius Plücker y Johann Wilhelm Hittorf. Hittorf observó que una radiación desconocida emitida desde el cátodo (electrodo negativo) podía proyectar sombras en la superficie iluminada del tubo, lo que indicaba que los rayos viajaban en línea recta. En 1890, Arthur Schuster demostró que los campos eléctricos podían desviar los rayos catódicos y William Crookes observó que los campos magnéticos tenían el mismo efecto. En 1897, J. J. Thomson midió la relación carga-masa de los rayos catódicos; este experimento demostró que se trataba de las mismas partículas subatómicas cargadas negativamente y nombradas «electrones» por el físico irlandés George Johnstone Stoney en 1891.
El tubo de rayos catódicos fue inventado en 1897 por Carl Ferdinand Braun, un científico alemán. Esta primera versión del tubo catódico era un diodo de cátodo frío, en realidad una modificación del tubo de Crookes con una capa de fósforo sobre la pantalla. A este tubo se le llama a veces tubo Braun. A pesar de que los TRC que se utilizan en los monitores modernos incorporan muchas modificaciones para mejorar la calidad de la imagen, se basan en los mismos principios básicos.
En 1908, Alan Archibald Campbell-Swinton, miembro de la Royal Society (Reino Unido), publicó una carta en la revista científica Nature, en la que describió cómo se podría lograr la «visión eléctrica a distancia» mediante el uso de un tubo de rayos catódicos Braun como dispositivo de transmisión y recepción.
En un discurso pronunciado en Londres en 1911 ofreció una visión más desarrollada del dispositivo, que publicó también en The Times y en el Journal of the Röntgen Society.
J. B. Johnson y H. W. Weinhart, de la sociedad Western Electric, desarrollaron un modelo  que utilizaba un cátodo caliente. Esta modificación permitió disminuir el voltaje en el ánodo de acelerador —cuya función quedaba limitaba simplemente a acelerar los electrones y no era ya necesario para inducir la emisión de electrones desde el cátodo frío—, y aumentar las corriente de los electrones.
En 1926, Kenjiro Takayanagi introdujo un televisor TRC capaz de recibir imágenes con una resolución de 40 líneas. En 1927, logró una resolución de 100 líneas, marca no superada hasta 1931. En 1928, fue el primero en transmitir rostros humanos en medios tonos en una pantalla TRC.
Philo Farnsworth creó un prototipo de televisión en 1927.
En 1929 el inventor Vladimir K. Zworykin acuñó el término «CRT»;: 84  La compañía RCA registró el nombre como marca comercial para su tubo de rayos catódicos en 1932 y cedió voluntariamente el término al dominio público en 1950.
En los años 30, Allen B. DuMont fabricó los primeros TRC con una duración de 1000 horas de uso, que fue uno de los factores que llevaron a la adopción generalizada de la televisión. Los primeros televisores electrónicos comerciales con tubos de rayos catódicos fueron fabricados por Telefunken en Alemania en 1934.
En 1947, se creó el dispositivo de entretenimiento de tubo de rayos catódicos, que fue el primer juego electrónico interactivo, así como el primero en incorporar una pantalla de tubo de rayos catódicos.
Telefunken fabricó los primeros TRC rectangulares en 1938; entre 1949 y principios de los años 60 se generalizó su uso hasta que sustituir completamente a los TRC circulares. Hasta entonces, los televisores europeos a menudo bloqueaban los bordes de la pantalla para que adoptara una forma algo rectangular, mientras que los televisores estadounidenses a menudo mostraban la pantalla entera del TRC o solo bloqueaban las partes superior e inferior. En 1954, RCA produjo algunos de los primeros TRC a color, los CRT 15GP22 utilizados en la CT-100, el primer televisor en color producido en masa. Los primeros TRC de color rectangulares también se fabricaron en 1954, pero no llegaron al público hasta 1963. El principal problema con los TRC rectangulares en color era la convergencia en las esquinas del aparato. En 1965, los fósforos de tierras raras se comenzaron a usar en lugar de los fósforos rojos y verdes de cadmio, menos brillantes. Finalmente, también se reemplazaron los fósforos azules.
Ya en 1938 se fabricaron TRC experimentales de 31 pulgadas, pero los CRT comerciales eran de 20 pulgadas. El tamaño alcanzó las 21 pulgadas en 1955, 35 pulgadas en 1985, y llegó hasta las 43 pulgadas en 1989. El Sony KX-45ED1, lanzado en 1988 en Japón, era aún más grande, con 45 pulgadas visibles.[cita requerida]
En 1960, se inventó el tubo de Aiken. Era un TRC en un formato de pantalla plana con un solo cañón de electrones. La deflexión era electrostática y magnética, pero debido a problemas de patentes, nunca llegó a la producción comercial. También se concibió como una pantalla frontal en aviones. Cuando se resolvieron los problemas de patentes, RCA ya había invertido mucho en TRC convencionales.
Sony lanzó en 1968 la marca Trinitron con el modelo KV-1310, que se basaba en la tecnología Aperture Grille. Fue aclamado por haber mejorado el brillo de la imagen. La pantalla Trinitron se caracterizaba por su forma cilíndrica vertical.
En 1987, Zenith desarrolló el TRC de pantalla plana, que reducían los reflejos y aumentaban el contraste y el brillo de la imagen. Su elevado precio limitaba su uso a monitores de ordenador. Se hicieron intentos para producir un TRC de pantalla plana utilizando vidrio flotado económico y ampliamente disponible.
En 1990, Sony lanzó al mercado los primeros TRC con resolución alta resolución.
A mediados de los 90, se fabricaban unos 160 millones de TRC al año.
Las pantallas planas bajaron de precio y comenzaron a desplazar significativamente a los tubos de rayos catódicos en los 2000. Las ventas de monitores LCD comenzaron a superar las de TRC en 2003-2004 y las ventas de televisores LCD comenzaron a superar las de TRC en EE. UU. en 2005, en Japón en 2005-2006, en Europa en 2006, a nivel mundial en 2007-2008, y en India en 2013.
A mediados de los años 2000, Canon y Sony presentaron la pantalla de emisor de electrones de conducción superficial y la pantalla de emisión de campo, respectivamente. Ambas eran pantallas planas que tenían un emisor de electrones por subpíxel (SED) o varios (FED) en lugar de cañones de electrones. Los emisores de electrones se disponían en una lámina de vidrio y los electrones se aceleraban hacia una segunda lámina de vidrio que contenía fósforos. Los electrones no estaban enfocados, por lo que cada subpíxel era esencialmente un TRC de haz disperso. Nunca se comercializaron  ya que la tecnología LCD era significativamente más barata.
El último gran fabricante de TRC (reciclados), Videocon, cesó en 2015. Los televisores TRC dejaron de fabricarse al mismo tiempo.
En 2015, varios fabricantes de TRC fueron condenados en EE. UU. por manipulación de precios. Lo mismo ocurrió en Canadá en 2018.

## Electricidad estática
Algunas pantallas o televisores que utilizan tubos catódicos pueden acumular electricidad estática, inofensiva, sobre el frontal del tubo, lo que puede implicar la acumulación de polvo, que reduce la calidad de la imagen. Se hace necesaria una limpieza (con un trapo seco o un producto adecuado, ya que algunos productos pueden dañar la capa antirreflectante, si ésta existe).

## Imantado
Al acercar un imán a un monitor TRC se alterará el magnetismo de la bobina de deflexión y con ello la incidencia del rayo catódico sobre la pantalla. Normalmente causará una deformación en la imagen y problemas con los colores hasta que retiramos el campo magnético.

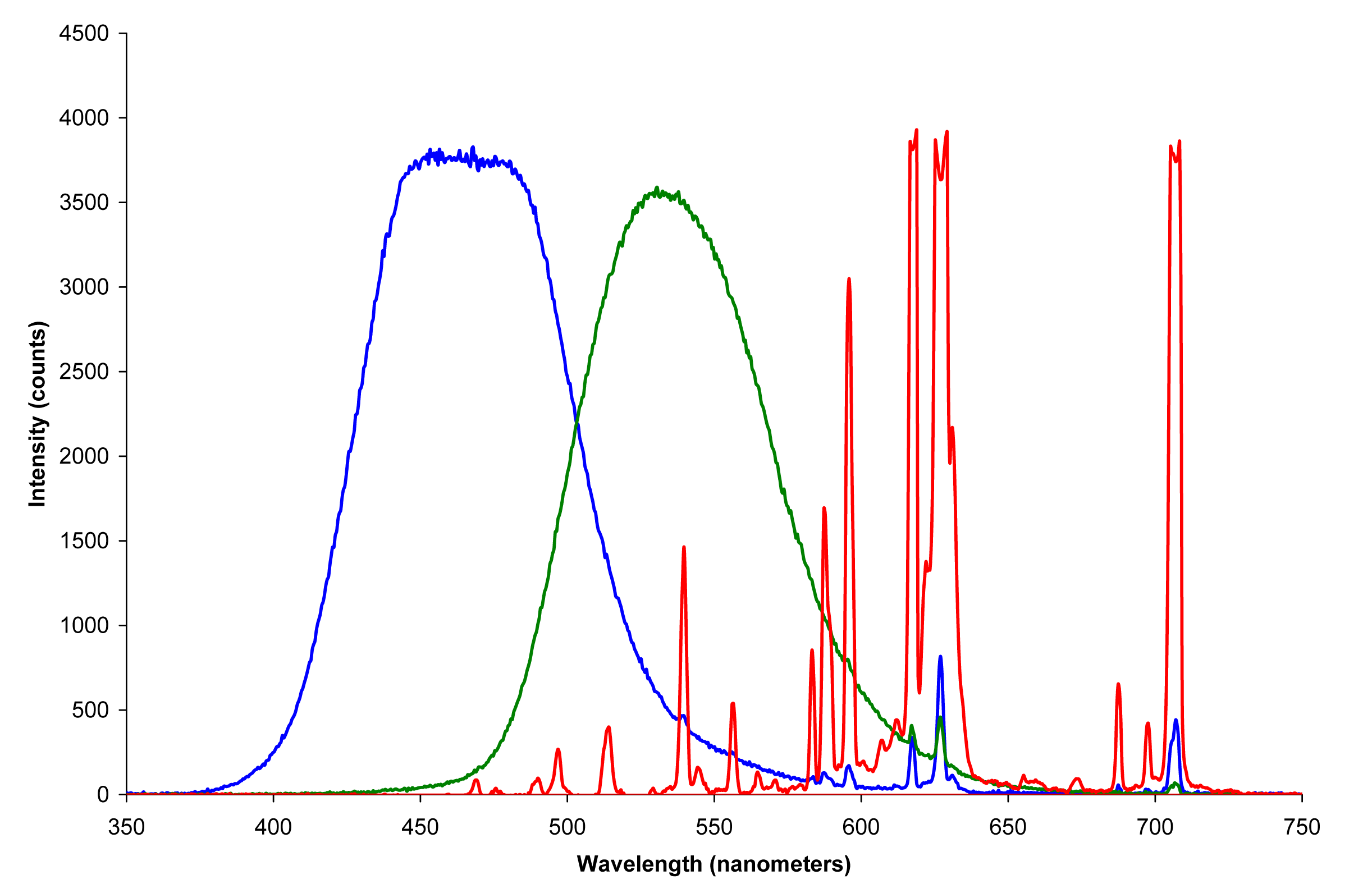
Espectro de los fósforos azules, verdes y rojos en un tubo de rayos catódicos estándar.

Es posible comprar o construir un dispositivo exterior degausador (también conocido como desmagnetizador), que puede ayudar a desmagnetizar los monitores más viejos o en casos donde es ineficaz el aparato incorporado. 
Consiste en una bobina que produce un gran campo magnético. Se emplea encendiendo el TV o monitor y mostrando una imagen en el tubo. Se acerca la bobina al centro del monitor se mueve lentamente en círculos concéntricos nunca más anchos del borde del monitor, hasta que los colores incorrectos son eliminados. Este proceso puede necesitar repetirse muchas veces para eliminar algunas magnetizaciones más difíciles. Para un ajuste más perfecto debe emplearse una imagen fija, siendo recomendable el empleo de un generador de señal. El empleo inadecuado de un desmagnetizador puede empeorar el problema.
La causa más común de magnetización en monitores de ordenador es el campo magnético del transformador de alguna fuente de alimentación cercana.
Existen monitores profesionales con blindaje electromagnético para usarse en entornos con presencia de campos magnéticos fuertes.

## Posibles riesgos

### Campos electromagnéticos
Aunque no hay pruebas de ello algunos creen que los campos electromagnéticos emitidos durante el funcionamiento del tubo catódico pueden tener efectos biológicos. 
La intensidad de este campo se reduce a valores irrelevantes a un metro de distancia y en todo caso el efecto es más intenso a los lados de la pantalla que frente a ella.

### Riesgo de implosión
Cuando se ejerce demasiada presión sobre el tubo o se le golpea puede producirse una implosión debida al vacío interior. Las explosiones que a veces se ven en cine y televisión no son posibles. En los tubos de los modernos televisores y monitores la parte frontal es mucho más gruesa, se añaden varias capas de vidrio y láminas plásticas de modo que pueda resistir a los choques y no se produzcan implosiones. El resto del tubo y en particular el cuello son en cambio muy delicados.
En otros tubos, como por ejemplo los osciloscopios, no existe el refuerzo de la pantalla, en cambio se usa una lámina plástica antepuesta como protección.
El tubo catódico tiene que ser manejado con atención y competencia; se tiene que evitar en particular levantarlo por el cuello y sujetarlo siempre por los puntos indicados por el fabricante.

### Toxicidad
En los tubos más antiguos y en algunos modernos,  fueron empleadas sustancias tóxicas en su fabricación como cadmio, fósforo, bario, etc. En la actualidad se han ido reemplazando por otras más seguras. La implosión o en todo caso la rotura del vidrio causa la dispersión de estos materiales. En la eliminación y reciclado de los tubos se tiene que tener en cuenta además la presencia de plomo en el cristal, que es muy contaminante.

### Parpadeo
El efecto del parpadeo no es exclusivo de los tubos de vacío. También se observa en pantallas planas aunque en estas es habitual encontrar sistemas para reducirlo.
La señal de TV convencional está formada por 25 imágenes por segundo en el sistema PAL y de 30 en el sistema NTSC. Con el entrelazado se consigue reducir el parpadeo dividiendo cada imagen en dos. Una con las líneas pares y otra con las impares que se muestran una detrás de otra aumentando la frecuencia a 50/60 Hz.
Este continuo parpadeo es el que causa mareos y molestias visuales cuando vemos la televisión durante demasiado tiempo. En algunas personas sensibles puede incluso desencadenar crisis epilépticas.
Algunos modelos de televisores solucionan este problema almacenando la señal en una memoria y repitiendo cada imagen completa sin entrelazado varias veces. El sistema más extendido en PAL es el de 100 Hz que repite cada imagen 4 veces y reduce notablemente el parpadeo. Los primitivos sistemas de 100 Hz anunciaban un aumento de calidad pero al emplear conversores analógicos/digitales primitivos con poco muestreo y cuantificación la calidad de imagen era sensiblemente menor. El método de digitalización intentaba usar el mínimo de memoria posible ya que la memoria era muy cara por entonces. El abaratamiento de los circuitos integrados de memoria y el avance de la electrónica en general han conseguido que en el mercado podamos encontrar pantallas de 200 Hz que hacen el parpadeo imperceptible manteniendo la calidad de la señal.

### Alta tensión
Para dirigir el haz en los tubos de rayos catódicos se emplean tensiones eléctricas muy altas (decenas de miles de voltios). Estas tensiones pueden permanecer en el aparato durante un tiempo después de apagarlo y desconectarlo de la red eléctrica. Se debe evitar por lo tanto abrir el monitor o televisor si no se dispone de una adecuada preparación técnica.

### Rayos X
La interacción entre los electrones al rebotar en la pantalla fluorescente del TRC produce, bien ajustado, pequeñas dosis de rayos X. Si el voltaje del ánodo sobrepasa el máximo del recomendado por el fabricante del TRC , la dosis será mayor a la dosis permitida por la ley.

## Otras tecnologías

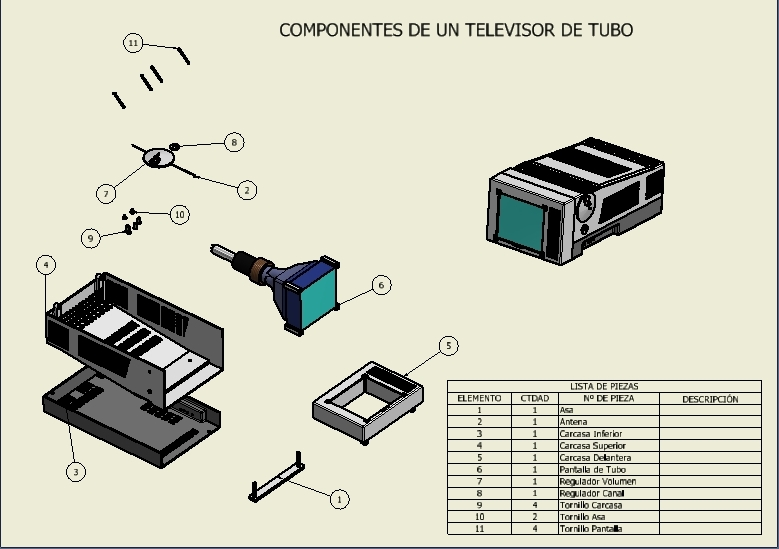
Esquema Montaje de un televisor de pantalla de tubo

Los tubos catódicos, que han sido muy populares en gran parte del siglo XX, están prácticamente en desuso desde finales de los 2000 (primeramente en monitores de computadoras, y luego en televisores), ya que poco a poco las pantallas planas (LCD) sustituyeron a las pantallas de tubo catódico.
Estos nuevos tipos de pantallas LCD y LED presentan ventajas, como son: Un tamaño comparativamente más reducido. Dimensiones posibles más grandes o pequeñas. Relaciones alto/ancho más extremas. Además de un menor peso y consumo de energía menor.

## Aplicaciones
- Televisores, monitores de computadora y monitores de vídeo.
- Los osciloscopios, espectroscopios y otros instrumentos de medida.
- Los radares.